# Rue Basfroi
La rue Basfroi est une voie située dans le 11e arrondissement de Paris, en France.

## Origine du nom

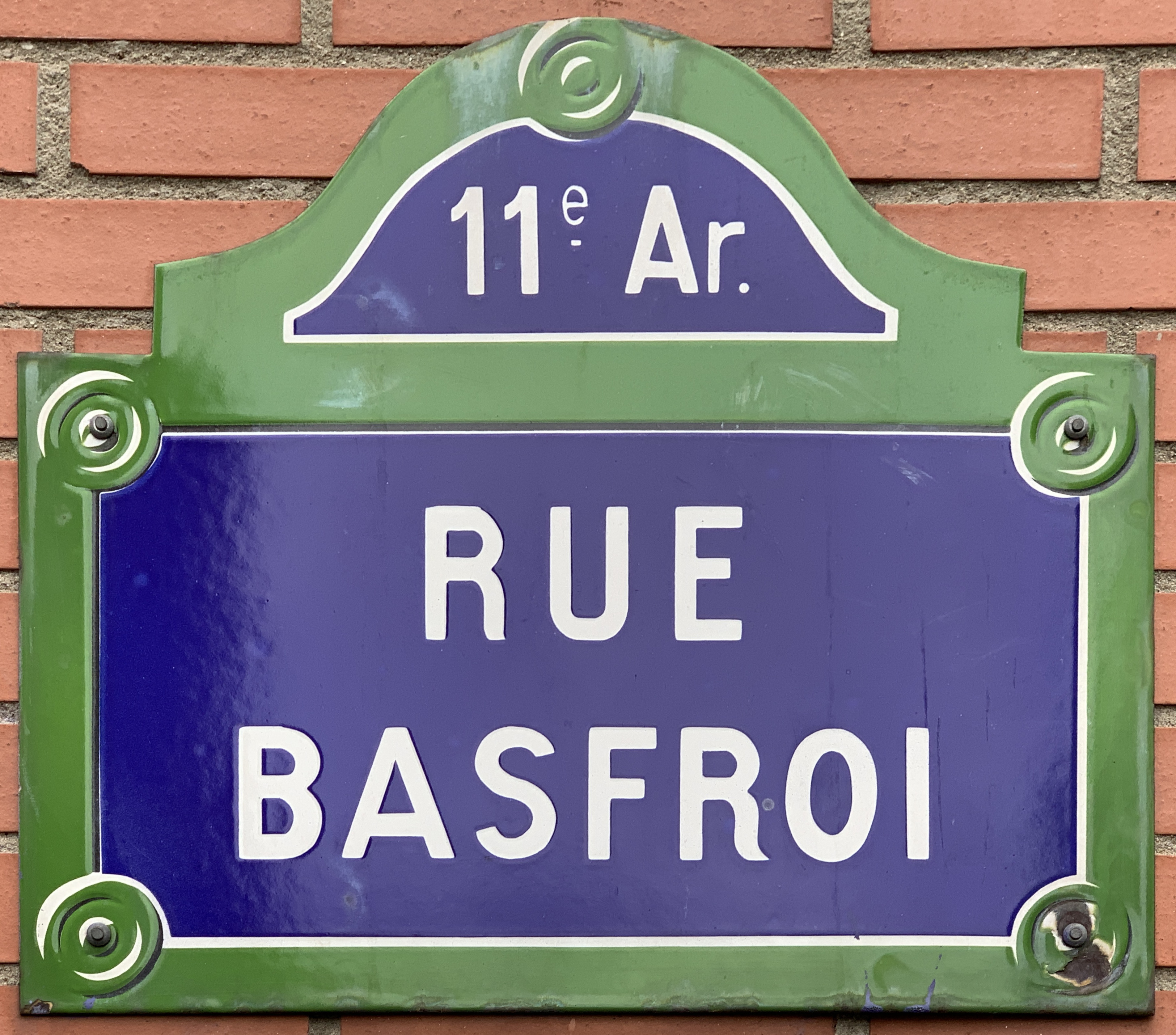
Plaque de la rue.

La rue porte le nom d'un ancien lieu-dit, Basfer, Baffer, et Chantier du Grand Baffroi. On pense que l'origine du mot basfroi, peut venir de beffredus ou balfredus qui, en basse latinité, signifiait une tour, un clocher, un beffroi, dont par altération on aurait fait Basfroi.

## Historique

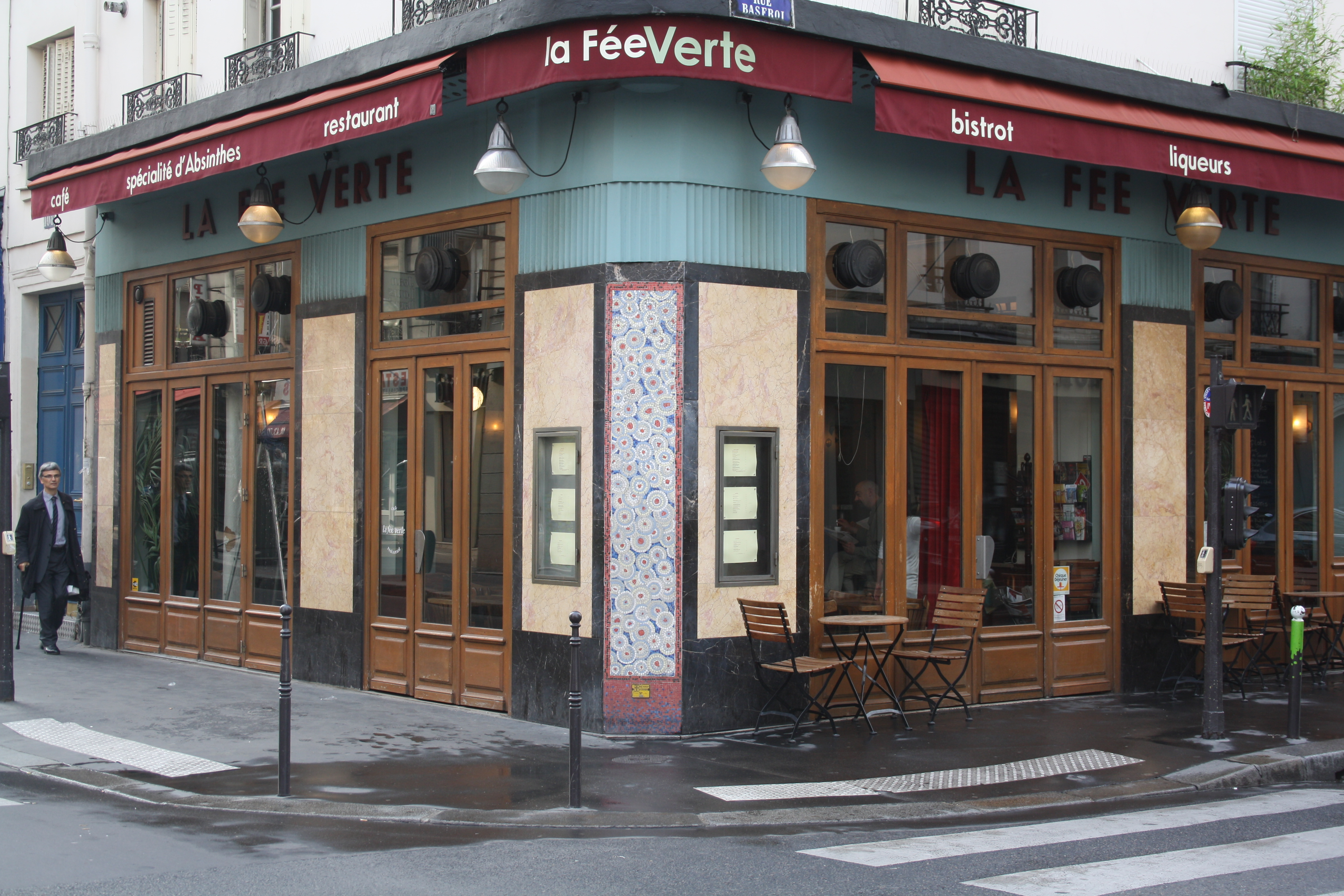
Angle de la rue Basfroi et rue de la Roquette, en 2013

La rue est un ancien chemin qui traversait des vignes d'un lieu-dit appelé Basfer, Baffer, et Chantier du Grand Baffroi, dont l'existence est connu dès 1393.
En 1540 il constitue une section de la route qui, avec les rues Popincourt et de la Folie-Méricourt conduisait de la courtille du Temple à l'abbaye Saint-Antoine.
Cette voie est également indiquée sur le plan de Jouvin de Rochefort de 1672.
Une école de cette rue fut en 1871 le siège du comité central de la Garde nationale pendant la Commune de Paris.

## Bâtiments remarquables et lieux de mémoire
La maison du 22, dite Maison Basfroi
La maison du 22, construite en 1608 (époque d'Henri IV), est un des témoignages de l’architecture populaire de cette époque. Elle possède notamment un escalier en bois du XVIIe siècle, un puits en cave et des menuiseries d’origine. Cette maison a été sauvée de la démolition par décision du maire de Paris, Bertrand Delanoë, en 2006, sur action du Comité de sauvegarde de la maison du 22, rue de Basfroi. Il reste encore des incertitudes sur la qualité de la réhabilitation projetée.

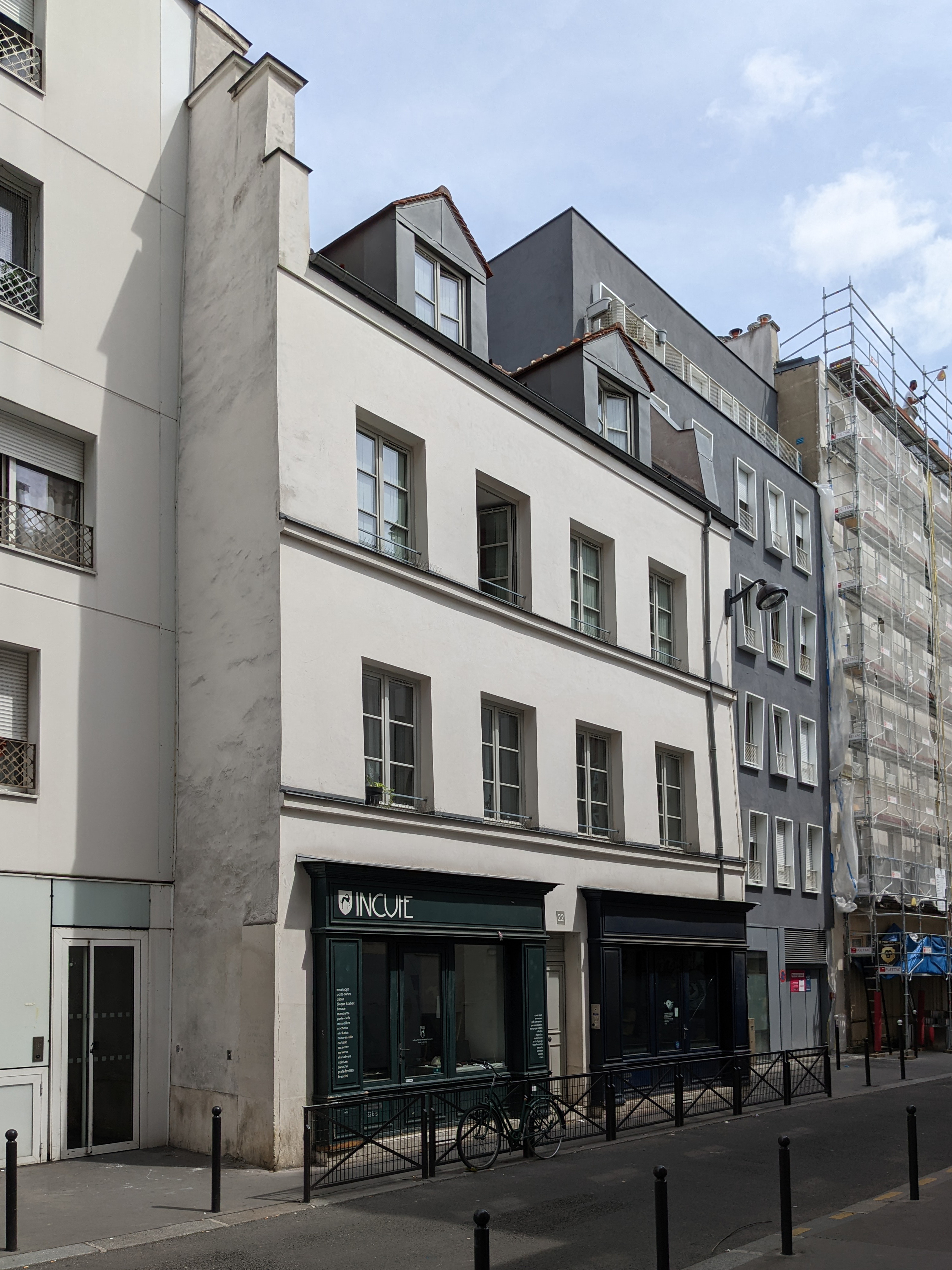
La maison du 22, dite "Maison Basfroi"

Une action a été entreprise en 2006 par Olivier Dortu qui a créé et animé le Comité de sauvegarde avec la participation des habitants, du conseil de quartier et l'aide de différentes associations. Depuis 2015, les actions sont toujours suivies et un site internet relate la totalité des actions entreprises et suit l'évolution de la rénovation de cette maison. La rénovation est achevée et livrée au premier trimestre 2016.
Le Massif Central
Dancing, cabaret actif dans les années d'après-guerre, situé au 44, rue Basfroi. L’orchestre était installé au milieu de la piste.